# Eli John Ndiaye
Eli John Ndiaye Faye (* 26. Juni 2004 in Guédiawaye) ist ein spanischer Basketballspieler senegalesischer Herkunft.

## Werdegang
Ndiaye wuchs in Thiès auf und kam 2017 in die Nachwuchsabteilung von Real Madrid. In der Saison 2019/20 kam er zu ersten Einsätzen in Reals zweiter Herrenmannschaft in der viertklassigen Liga EBA. Im Juni 2020 erhielt er per königlichem Erlass die spanische Staatsbürgerschaft.
Ndiaye debütierte am 12. September 2021 im Endspiel des spanischen Supercups in der ersten Mannschaft, mit der er sich mit 88:83 gegen den FC Barcelona durchsetzte. Rund einen Monat später bestritt er am 21. Oktober 2021 gegen Fenerbahçe sein erstes Spiel in der EuroLeague. Insgesamt brachte er es in jener Saison auf vier Einsätze und ebenso viele Punkte im kontinentalen Wettbewerb. Mitte Juni 2022 bestritt er in der Endspielserie gegen den FC Barcelona sein erstes Spiel in der Liga ACB und trug auf diese Weise zum Gewinn des spanischen Meistertitels 2022 bei. Im Mai 2023 errang er mit Madrid den Sieg in der EuroLeague, im Endspiel erzielte Ndiaye drei Punkte.
Im Spieljahr 2023/24 errang Ndiaye mit Real drei Titel: Spanischer Meister, Pokalsieger und Supercup. 2025 wurde er abermals spanischer Meister. Im Anschluss an die Spielzeit unterzeichnete er einen Vertrag mit der NBA-Mannschaft der Atlanta Hawks.

## Nationalmannschaft
Anfang Juli 2025 wurde Eli John Ndiaye von Cheftrainer Sergio Scariolo in den Kader der Spanischen Nationalmannschaft für die Basketball-Europameisterschaft 2025 einberufen.

## Erfolge
- EuroLeague-Sieger: 2022/23
- Spanische Meisterschaft: 2021/22, 2023/24, 2024/25
- Spanischer Pokalsieger: 2024
- Spanischer Supercup: 2021, 2022, 2023